# Francesco Napoletano

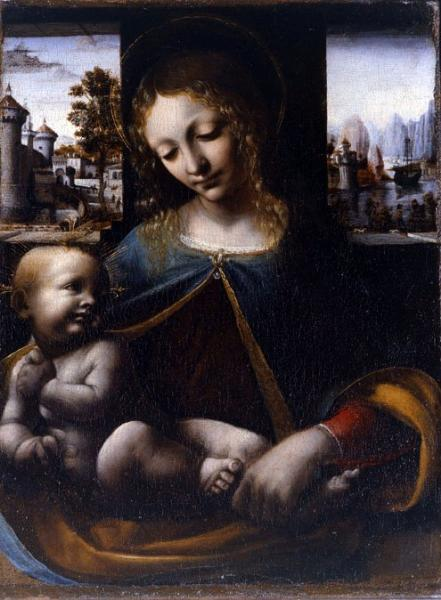
Francesco Napoletano, Madonna Lia, Milano, Castello Sforzesco

Francesco Napoletano, pseudonimo di Francesco Galli (Napoli, 1470 circa – Venezia, 1501), è stato un pittore italiano, allievo di Leonardo da Vinci.

## Biografia
È uno dei leonardeschi più enigmatici ma anche più dotati. Di lui sappiamo pochissimo e il suo catalogo è molto problematico. Il punto di partenza per cercare di ricostruire la sua figura è una Pala firmata, conservata al Museo di Zurigo, con la Madonna in trono tra i santi Giovanni Battista e Sebastiano. Fino alla scoperta di alcuni documenti ritrovati nel Fondo Notarile dell'Archivio di Stato di Milano, gli storici erano concordi nel pensare Francesco come un leonardesco dell'ultima ora, che aveva malamente rimasticato i precetti del maestro toscano. Dall'atto del 21 agosto 1501, steso a Venezia, si evincono alcune informazioni essenziali: Francesco era di famiglia napoletana, ma non si sa dove effettivamente nacque; a quella data era probabilmente già deceduto e lasciava due figli ancora minorenni (cosa che fa supporre fosse morto ancora molto giovane); il suo vero cognome era Galli.
Un documento dell'anno successivo chiarisce le cause della morte, Francesco spirò ammalato di peste. Questi documenti creano quindi un appiglio utile per pensare che Francesco fu uno dei primissimi seguaci di Leonardo, accanto a Boltraffio, Marco d'Oggiono e Salai, era uno degli allievi della prima bottega leonardesca a Milano nel 1490. La paletta di Zurigo è infatti il più precoce accostamento in assoluto al leonardismo e fa pensare che la carriera pittorica di Francesco Galli sia iniziata proprio nella bottega milanese di Leonardo. Misteriosa anche la sua presenza a Venezia, se non altro perché quasi tutti i seguaci di Leonardo si ritroveranno in laguna spesso in questi anni, per dei motivi non ancora totalmente chiariti dalla storiografia: così Andrea e Cristoforo Solari, Marco d'Oggiono, Giovanni Agostino da Lodi, Boltraffio e gli stessi Leonardo e Salai (nel marzo del 1500).

## Opere
- Madonna in trono tra i santi Giovanni Battista e Sebastiano, Zurigo, Kunsthaus
- Madonna col Bambino in trono e due angeli, Stoccolma, National Museum
- Madonna col Bambino, Milano, Pinacoteca di Brera[1]
- San Sebastiano (tavola del Polittico di San Nicola da Tolentino), Brescia, Pinacoteca Tosio Martinengo
- Cristo Redentore, Sarasota, Ringling Museum of Art
- Ritratto di giovane, Kansas City, Nelson-Atkins Museum of Art, Samuel U. Kress Collection
- Madonna col Bambino (Madonna Lia), Milano, Pinacoteca del Castello Sforzesco